# 后洋铝坑遗址
后洋铝坑遗址，是位于中国福建省宁德市周宁县七步镇后洋村的一个宋代古建筑，2016年入选周宁县第四批文物保护单位。
后洋铝坑遗址开采于北宋淳熙年间，位于后洋村漈下圆潭下游约200米处的山涧两侧，已发现古矿洞四口和冶炼遗址两处及生活区等遗迹。